# Лежнёв, Анатолий Петрович
Анатолий Петрович Лежнёв (1888—1956) — советский художник и педагог. Один из основоположников профессионального изобразительного искусства Башкортостана. Член Союза художников с 1937 года. Заслуженный деятель искусств Башкирской АССР (1940).

## Биография
Родился в 1888 г. в селе Сукманке Борисоглебского уезда Тамбовской губернии (ныне — в Жердевском районе Воронежской области). В 1897 году семья переехала в Башкирию.
В 1905 году женился и стал работать как художник. Писал пейзажи, рисовал портреты, делал росписи для сельских церквей, рисовал декорации для фотографов. Знакомая жены Гутон познакомила его с В. И. Суриковым.
В 1911—1913 годах по рекомендации Сурикова обучался в частной художественной школе В. Н. Мешкова в городе Москве. Самостоятельно начал работать с 1913 года после приезда в город Уфу.
Было известно, что Лежнёв был нетрадиционной ориентации. 
Активный член «Общества любителей живописи» (1913—1918) в городе Уфе. Руководил изостудией при клубе железнодорожников (с 1919 по 1926 год). Со времени организации С 1926 года преподавал в техникуме искусств на художественном отделении до 1947 года. Был членом АХРРа (1926—1932). Первый председатель правления Башкирского союза художников (1937, 1941-43).
Во время войны к нему, живущему в Уфе, эвакуировалась племянница, Тамара Нечаева. Он принял большое участие в её становлении как профессионального художника.
После 1947 года ослеп, однако продолжал работать. Умер в 1956 году.

## Картины
Самые известные посвящены легендарному герою башкирского народа Салавату Юлаеву.
В Башкирском государственном художественном музее имени М. В. Нестерова хранятся 127 работ художника, написанных с 1911 по 1947 год. Картины находятся также в частных собраниях.
Наиболее известны его работы: Портрет Юлии, к. м., 1918, Девушка в платке, к. м., 1918,
Портрет матери, х. м., 1918.
Интерьер, к. м., 1919.
Дубки, к. м., 1919.
Старая крепость, к. м., 1919.
Синие тени, к. м, 1919.
Эскизы к картине «Степан Разин», бум. акв., 1919.
Штурм Уфы пугачевцами, х. м., 1928.
Поимка Салавата, х, м, 1930.
Казнь Чики Зарубина, х. м" 1930.
Бой Салавата с авангардом Михельсона, х. м., 1939.
Эскиз к картине «Допрос Салавата», х. м., 1946.
Встреча отряда Салавата с отрядом Пугачева, х. м., 1949.

## Выставки
- Выставки членов «Общества любителей живописи», Уфа, 1914—1918 гг
- 1929, Калифорния, США
- Персональная выставка — в БГХМ им. М. В. Нестерова — в 1939
- Республиканские выставки АХРРа, Уфа, 1926—1931.
- Республиканские выставки Союза башкирских художников, Уфа, 1937—1954.
- Межобластная художественная выставка, Казань, 1947.
- Декадная выставка произведений художников БАССР, Москва, 1955.
- I выставка живописи и рисунков «Путь живописи», Москва, 1927.
- Юбилейная выставка искусства народов СССР, Москва, 1927.
- Всероссийская выставка «Художники старшего поколения РСФСР», Москва, 1940.
- Посмертная персональная выставка, Уфа, 1956.